# Marie-Anne Vaillot et Odile Baumgarten

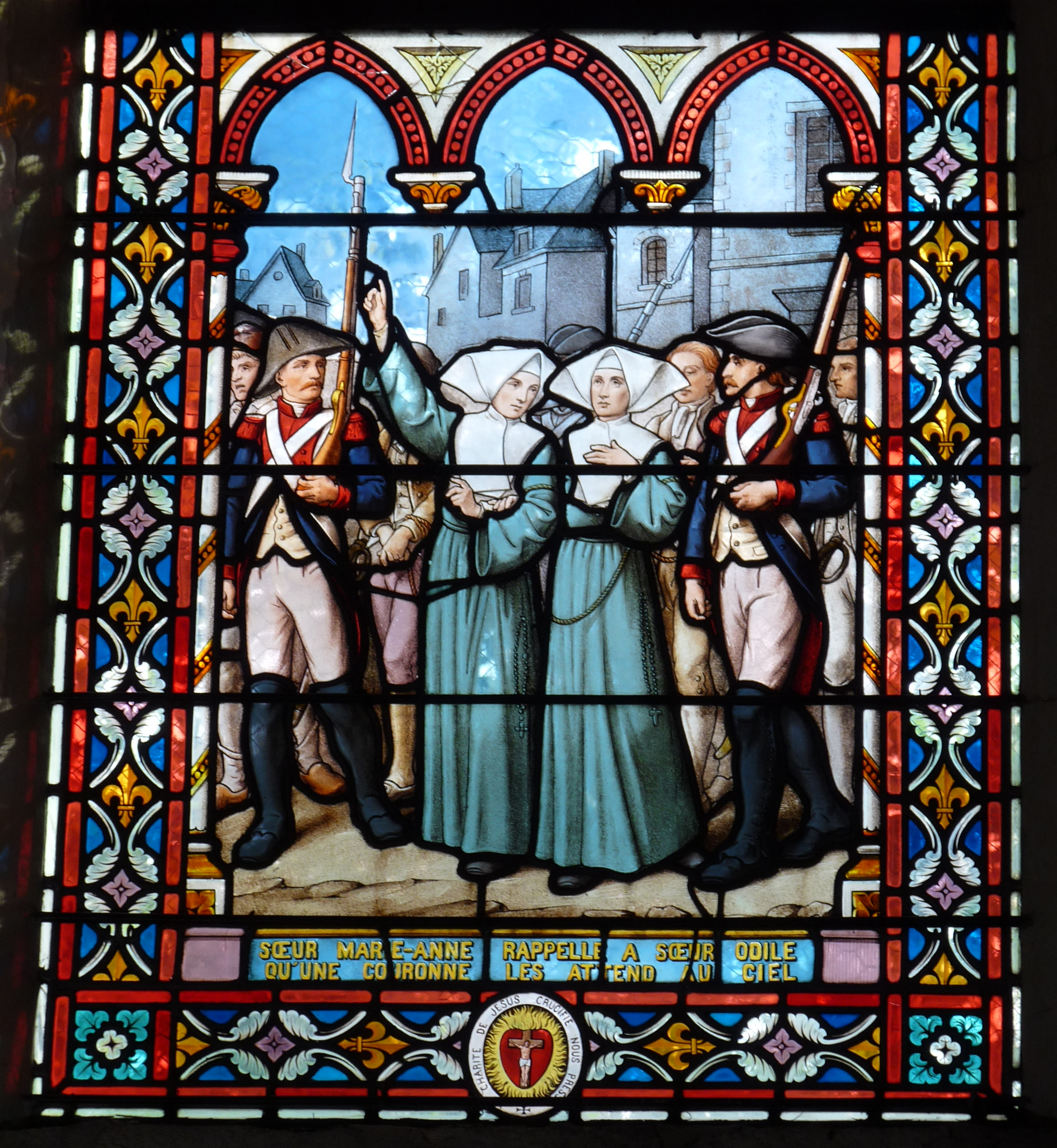
Chapelle Saint-Louis du Champ des Martyrs sœur Marie-Anne montrant la voie du Ciel à sœur Odile

Marie-Anne Vaillot et Odile Baumgarten sont deux religieuses Filles de la charité de Saint Vincent de Paul fusillées ensemble le 1er février 1793. Elles sont martyres de la foi car tuées in odium fidei (en haine de la foi)/ pour avoir refusé de prêter serment à l'Église constitutionnelle. 
Exécutées à Avrillé par les colonnes infernales du général Turreau parmi plus de deux mille victimes, elles ont été proclamées bienheureuses par le pape Jean-Paul II plus de deux siècles plus tard, avec quatre-vingt-dix-sept autres martyrs. Ces deux religieuses font partie du groupe des Martyrs d'Angers.

## Contexte historique
Avec la mise en place de la Terreur, effective depuis le 5 septembre 1793 et en tenant compte du fait que depuis le 27 mars 1793 « la Convention charge les tribunaux ordinaires de juger  révolutionnairement », « la commission militaire d'Angers sera responsable de l'emprisonnement, de la mise à mort et de la déportation de plus d'une centaine de religieuses ».
Le 17 octobre 1793, l'armée vendéenne vaincue à la bataille de Cholet est acculée à Cholet ; elle reflue vers la Loire et s'empresse de la traverser à Saint-Florent-le-Vieil pour rejoindre les autres troupes royalistes au nord du fleuve, entamant la Virée de Galerne. Le 3 décembre, l'armée catholique et royale se présente devant les murs d'Angers, elle se retire le 6 décembre. La République de l'An I continue son entreprise d'asservissement de la Vendée. Les colonnes infernales du général Turreau font des ravages, elles massacrent de janvier 1794 à mai 1794.
À Angers, dirigés par les représentants en mission Nicolas Hentz et Adrien Francastel, les prisonniers, hommes et femmes, passent en jugement sommaire devant les commissions militaires. Ils sont guillotinés sur la place du Ralliement (place Saint-Maurille avant le 23 avril 1793) ou fusillés dans un champ désert de la ferme Desvallois (du nom du propriétaire « patriote » de la Société de l'Ouest).

## Biographie
Marie-Anne Vaillot est née à Fontainebleau le 13 mai 1734 et y reçoit le baptême. Elle entre d'abord dans la congrégation des sœurs de la Mission, puis entre chez les Filles de la Charité le 25 septembre 1761 ; elle est placée d'abord à Fontenay-le-Comte, à l'Île Saint-Louis, Longué, Saint-Pierre-Montlimart, et enfin Angers où elle est chargée de l'économat,. 
Odile Baumgarten, elle, est née à Gondrexange en Lorraine le 15 novembre 1750 ; elle entre en religion le 4 août 1775 et postule à Metz, elle est placée à Brest avant de venir à Angers où elle est responsable de la pharmacie.

### Les Filles de la Charité dans la tourmente révolutionnaire
Au début de la révolution française, les Filles de la charité se tiennent à l'écart des conflits politiques : elles privilégient les soins aux malades ; en octobre 1793 les religieuses sont autorisées par la Supérieure Générale des Filles de la Charité, sœur Antoinette Deleau à quitter leur habit.
Le serment Liberté-Egalité du 14 août 1792 est requis par tous les membres du clergé. Prêter ce serment est pour beaucoup comme une séparation avec l’Église : le refuser c'est être considéré comme contre-révolutionnaire. Les Filles de la charité vont être confrontés à cette épreuve. En 1793, des « patriotes » vont à l'Hôtel-Dieu exiger des religieuses le serment de Liberté-Égalité. Trois religieuses ont de l'influence sur les autres et empêchent de prêter serment, à savoir : sœur Antoinette Taillade supérieure de la communauté, sœur Marie-Anne Vaillot et sœur Odile Baumgarten.

### Arrestation et jugement
L'arrestation a lieu le dimanche 19 janvier 1794. Elles sont conduites à la maison des Pénitentes pour sœur Antoinette et à la maison du Bon Pasteur pour sœur Marie-Anne et sœur Odile. Les sœurs Anne-Marie et Odile sont interrogées par le citoyen Vacheron de la Commission Militaire et par le citoyen Bremaud son secrétaire. Après un simulacre de jugement, elles sont condamnés à être fusillés.
Elle sont fusillés à Avrillé le 1er février 1794 dans le champ de la ferme Desvallois.

### Point de vue d'un historien contemporain
En 2015, l'historien de la Révolution Jean-Clément Martin souligne l'intransigeance des révolutionnaires : « Les sœurs Marie-Anne Vaillot et Odile Baumgarten sont exécutées parce qu'elles refusent le serment, pourtant elles ont soigné les malades dans les hôpitaux et porté la cocarde tricolore sur leurs uniformes ».

## Mémoire et béatification
Le 24 février 1905, Joseph Rumeau, évêque d’Angers, introduit la cause d’un certain nombre de victimes mises à mort en haine de la foi et de l'Église catholique, Noël Pinot est alors béatifié. Plus de 40 ans après, en 1949, le journal La Croix publie les noms proposés pour la béatification. En 1951 le procès est ouvert et le chanoine Tricoire, archiviste diocésain est chargé du procès de béatification qui aboutit le 9 juin 1983 à un décret. La béatification est célébrée le 19 février 1984 au Vatican devant des milliers de fidèles venus de l'Ouest,.

## Fête et mémoire liturgique
- Le 1er février[13].

## Prénoms
- Marie-Anne et Odile